# Tine Zajec
Tine Zajec, slovenski zdravnik, * 17. julij 1905, Trzin, † 11. junij 1944, Komendska Dobrava.
Po končanem študiju na Medicinski fakulteti v Gradcu (1932) je bil banovinski zdravnik v Mengšu. Med drugo svetovno  vojno je vodil partizansko bolnišnico pri Komendski Dobravi. Nemški okupator je bolnišnico izsledil 11. junija 1944, jo obkolil, ter pobil 16 ranjencev, 2 bolničarki in nato ustrelil še zdravnika.